# Георги Цонов
Георги Цонов е български лекоатлет състезаващ се в дисциплината троен скок.
Роден е на 2 май 1993 г. Най-доброто му лично постижение на открито е 17,03 m (Стара Загора, 18.06.2015), а на закрито е 16,75 m (Прага, 7.03.2015).